# Сан Козмо (Авелино)
Сан Козмо је насеље у Италији у округу Авелино, региону Кампанија.
Према процени из 2011. у насељу је живело 29 становника. Насеље се налази на надморској висини од 786 м.